# اوشک (شهرستان اوشوینچیم)
اوشک (به لهستانی:  Osiek) یک روستا در لهستان است که در گمینا اوشک (استان لهستان کوچک‌تر) واقع شده‌است. اوشک ۶٬۳۰۰ نفر جمعیت دارد.